# فرانك بانكروفت
فرانك بانكروفت (بالإنجليزية: Frank Bancroft)‏ هو لاعب كرة قاعدة أمريكي، ولد في 9 مايو 1846 في لانكاستر في الولايات المتحدة، وتوفي في 30 مارس 1921 في سينسيناتي في الولايات المتحدة.